# تپه قوریجاق ۳
تپه قوریجاق ۳ مربوط به دوره اشکانیان - دوره ساسانیان است و در شهرستان میانه، بخش مرکزی، دهستان کله بوز شرقی، غرب روستای قوریجاق واقع شده و این اثر در تاریخ ۲۰ اردیبهشت ۱۳۸۶ با شمارهٔ ثبت ۱۹۰۴۷ به‌عنوان یکی از آثار ملی ایران به ثبت رسیده است.